# Hosackia rosea
Hosackia rosea là một loài thực vật có hoa trong họ Đậu. Loài này được Eastw. mô tả khoa học đầu tiên.